# Cervens
Cervens település Franciaországban, Haute-Savoie megyében. Lakosainak száma 1259 fő (2022. január 1.). Cervens Draillant, Fessy, Habère-Poche, Lully és Perrignier községekkel határos.

## Népesség
A település népességének változása:
| Lakosok száma | 1132 | 1165 | 1202 | 1205 | 1225 | 1233 | 1237 | 1248 | 1259 |
|               | 2013 | 2015 | 2016 | 2017 | 2018 | 2019 | 2020 | 2021 | 2022 |